# Camponotus virulens
Camponotus virulens é uma espécie de inseto do gênero Camponotus, pertencente à família Formicidae.